# Pavel Hénik

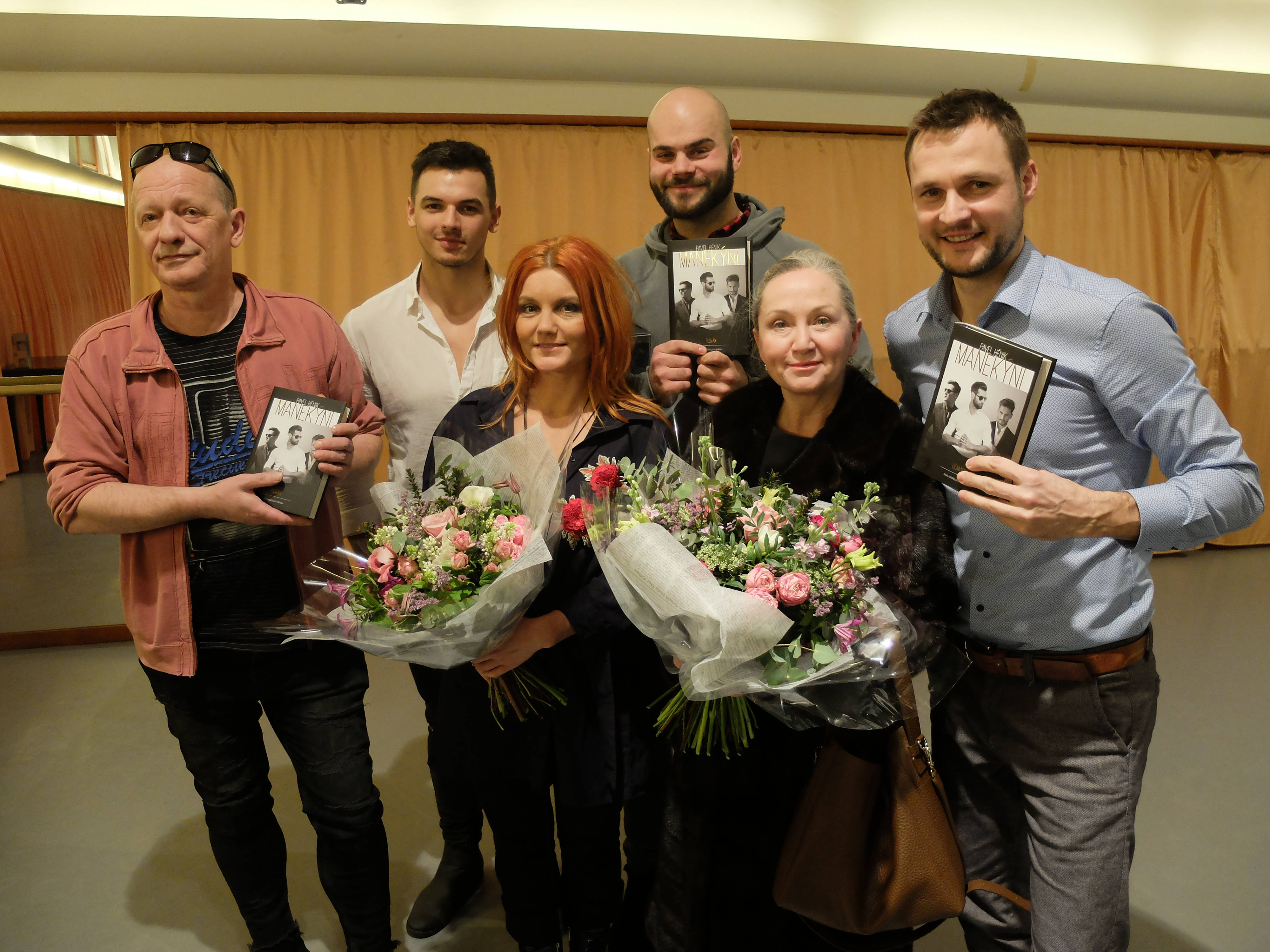
Křest románu Manekýni s kmotry: režisérem Liborem Vaculíkem, zpěvačkou Bárou Basikovou, zpěvačkou Ivou Marešovou, hercem Martinem Šemíkem a tanečníkem Markem Lhotským

Pavel Hénik (* 2. května 1977) je český spisovatel a nakladatel. Románově debutoval s titulem Manekýni v roce 2017, který byl časopisem Reflex zařazen na druhé místo v žebříčku „Bad Sex in Fiction Award“. V roce 2019 založil vlastní nakladatelství PelMel knihy, ve kterém publikoval další tři romány – Korporac€ (2019), Brrrnění (2020) a Kon$pirace (2021). Jeho povídky se dvakrát po sobě umístily ve Velké povídkové soutěži Knihy Dobrovský (2020, 2021).

## Život
Vystudoval Lesnickou dřevařskou fakultu v Brně. Tři roky vedl legendární studentský klub GREEN. Během postgraduálního studia s dalšími kolegy doktorandy obnovil kultovní časopis LEF, který vycházel v 60. letech. Provokativní články a následné neshody s vedením katedry vedly k nedokončení doktorátu. Z trucu pověsil lesnictví na hřebík a zakotvil na čtyři roky v módním průmyslu. Tři roky žil na Novém Zélandu, kam utekl před povolávacím rozkazem. Po návratu do Česka chvíli pracoval v reklamní agentuře, odkud se následně přesunul do kultury. Šest let působil v Národním divadle, kde řídil výrobu dekorací. Od roku 2013 pracuje v České televizi, kde vede scénický provoz. Je vášnivým cestovatelem s ruksakem na zádech. Poslední cestu podnikl v Nikaragui. Žije a tvoří v Karlíně. Za svůj život toho napsal hodně, ale román Manekýni vyšel jako jeho knižní debut.

## Dílo
Romány
- Manekýni (Nakladatelství Brána, 2017)
- Korporac€ (PelMel knihy, 2019)
- Brrrnění (PelMel knihy, 2020)
- Kon$pirace (PelMel knihy, 2021)

Povídky
- Sběratelka (povídková sbírka kolektivu autorů Vzkazy nahlas, Projekt Hakuna Matata 2019)
- O holce, která skončila v jeho bytě (povídková sbírka kolektivu autorů Vzkazy nahlas, Projekt Hakuna Matata 2019)
- Dobrý skutek Vladimíra Jazdovského (vítězná povídka Velké povídkové soutěže Knihy Dobrovský, 2020)
- Polibek 2084 (vítězná povídka Velké povídkové soutěže Knihy Dobrovský, 2021.)